# Ceballosia nigricornis
Ceballosia nigricornis är en stekelart som beskrevs av Xu 2004. Ceballosia nigricornis ingår i släktet Ceballosia och familjen sköldlussteklar. Inga underarter finns listade.